# 지인 법친왕
지인 법친왕(일본어: 慈胤法親王 じいんほっしんのう[*], 겐나 3년 3월 13일 (1617년 4월 18일) - 겐로쿠 12년 12월 2일 (1700년 1월 21일))은 에도 시대 전기부터 중기에 걸쳐 살은 법친왕이다. 아버지는 고요제이 천황, 어머니는 토사노츠보네이다. 아명은 세이노미야(清宮), 속세에서의 이름은 유키카츠(幸勝), 법원호는 죠슈인(常修院)이다.

## 약력
1629년 (간에이 6년) 친왕 선하를 받고, 이듬해인 1630년 (간에이 7년)에 출가하였다. 쇼카이 법친왕의 뒤를 이어 카지이 몬제키 (산젠인)을 이었다. 그 후, 1642년 (간에이 19년), 1650년 (게이안 3년), 1655년 (메이레키 원년) 등 세 차례에 걸쳐 천대좌주에 임명되었다. 그 외, 다도나 서예 및 와카에 뛰어났다. 후쿠오카번주 쿠로다 타다유키와 친분이 깊어, 여러 장의 서한이 남아있다. 쿠로다가의 제사 모미지하치만구가 건립되었을 때에는 현판의 글씨를 직접 썼다.